# Rétské Alpy
Rétské Alpy (italsky Alpi Retiche, německy Rätische Alpen), dříve také nazývané Rhaetské Alpy, je označení pro řadu pohoří západní části centrálního pásma Východních Alp. Oblast je vymezena průsmykem Lukmanier (mezi údolím předního Rýna a Ticinem) na západě a Brennerským průsmykem na východě. Rétské Alpy jsou původním sídelním místem Rétorománů. Rétské Alpy se rozkládají na území Itálie (v regionech Lombardie a Tridentsko-Horní Adiže), na území Švýcarska (v kantonech Ticino a Graubünden), v Rakousku (ve spolkových zemích Vorarlbersko a Tyrolsko) a na území Lichtenštejnska.

## Členění
Západní Rétské Alpy
- Platta
- Albula
- Bernina
- Livigno
- Sesvenna
- Plessurské Alpy
- Rätikon
- Silvretta

Východní Rétské Alpy
- Ötztalské Alpy
- Stubaiské Alpy
- Sarntalské Alpy

Jižní Rétské Alpy
- Ortles
- Adamello-Presanella
- Brenta